# Sertularella avrilia
Sertularella avrilia är en nässeldjursart som beskrevs av Watson 1973. Sertularella avrilia ingår i släktet Sertularella och familjen Sertulariidae. Inga underarter finns listade i Catalogue of Life.